# Cevio
Cevio es una comuna suiza del cantón del Tesino, ubicada en el distrito de Vallemaggia, círculo de Rovana. Limita al norte con la comuna de Bedretto, al este con Lavizzara, al sur con Maggia, Linescio, Cerentino, Campo y Bosco/Gurin, y al oeste con Formazza (IT-VB).
La comuna de Cevio es el resultado de la fusión el 22 de octubre de 2006, de las comunas de Cevio, Bignasco y Cavergno, que actualmente ostentan el estatus de localidades. Cevio es además la capital del distrito de Vallemaggia.
Forman parte del territorio comunal las localidades de: Bietto, Cevio-vecchio, Piano, Chiosso, Boscioli, Visletto, Rovana, Boschetto, Cavergno y Bignasco.

## Personalidades
- Gianfredo Camesi, escultor suizo.